# Ritratto di maggio
Ritratto di maggio è un romanzo breve dell'autore italiano Domenico Rea del 1953.

## Trama
Nicolino è un bambino di sei anni che inizia a frequentare le scuole elementari nella sua città (indicata con "X." nel testo). Oltre ai bambini del suo rione che già conosce e che sono i suoi compagni di giochi (tra i quali spicca in particolare il suo amico Belgiorno) trova nella sua classe i rampolli di famiglie agiate (come, ad esempio, Fioravanti e Balestra) e i figli di popolani particolarmente miseri (come Caprioni e Rozza). Il maestro, un uomo giovane, ambizioso e severo, si sforza di mantenere una certa imparzialità nei confronti dei suoi scolari ma inevitabilmente è portato ad avere un occhio di riguardo verso quelli provenienti dalle classi sociali più elevate. Nicolino, da parte sua, è attratto dalle belle case e dalle disponibilità di giocattoli e buon cibo dei suoi compagni più ricchi, ma ne vede anche i difetti, così come commisera le condizioni di quelli più sfortunati.
Alla fine dell'anno scolastico, un ispettore ministeriale venuto in visita loda l'operato del maestro e gli garantisce che non sarà oggetto di eventuali trasferimenti sgraditi.

## Personaggi
- Nicola detto Nicolino: bambino di sei anni, protagonista del romanzo. S'intuisce che sia un bambino del popolo, ma di condizioni non particolarmente disagiate.
- Biase Belgiorno: il miglior amico di Nicolino, figlio di un carrettiere. Ha un modo di fare spavaldo e per questo assume un ruolo di leader tra i suoi compagni di classe.
- Nicola Bandiera: compagno di classe dei precedenti, figlio di uno spazzino.
- Stefano Rozza: il più intelligente alunno della classe[1]. Suo padre è in carcere, mentre la madre è ballerina. È poverissimo e spesso denutrito.
- Morrone: compagno di classe dei precedenti, figlio di un colono. È protagonista di un increscioso incidente quando il maestro gli impedisce di andare in bagno ed egli si defeca addosso.
- Sgherro: compagno di classe dei precedenti, figlio del segretario comunale.
- Giorgio Fioravanti: compagno di classe dei precedenti, figlio di un medico. Con lunghi boccoli biondi, è considerato il bambino di più bell'aspetto.
- Gianni Balestra: compagno di classe dei precedenti, figlio di un industriale. Fisicamente forte e pieno di boria, è in competizione con Belgiorno per il ruolo di leader della classe.
- Gigliotti: compagno di classe dei precedenti, figlio di un capitano dell'esercito.
- Càlpori: compagno di classe dei precedenti, figlio di un direttore di banca. Ha buon cuore ed è molto ingenuo, cosicché i suoi compagni più poveri spesso approfittano di lui.
- Tebo: compagno di classe dei precedenti, figlio di un merciaio.
- Filuccio Caprioni: compagno di classe dei precedenti, figlio un lutammaro.[1] Abbandona la scuola per lavorare con un barcaiolo, ed è rivisto durante una gita dai suoi compagni e dal maestro, con sua grande vergogna.
- Cummeo: compagno di classe dei precedenti. È uno dei vecchi amici di Nicolino, esperto di animali selvatici e abile con la fionda.
- Giordano: compagno di classe dei precedenti.
- Il maestro: insegnante della classe di Nicolino. È un uomo tra i venti e i trent'anni, inizialmente molto severo (tanto da essere chiamato il Lupo dai suoi allievi[2]); successivamente si ammorbidisce.
- Il professor Sberi: anziano maestro[3] che fa da supplente al titolare della classe durante una malattia di questi. Scapolo, religiosissimo, ha un fare mellifluo ma non è meno severo del maestro giovane, e gode di una grande considerazione presso la cittadinanza di X.
- Raviuoli: alunno di Sberi. Era magrissimo questo ragazzo, di povera estrazione, ma sottile e pallido come un ragazzo per bene[4]. Compie spesso dei gesti osceni in presenza del professore, che per questo lo punisce costringendolo a trattenersi in aula oltre l'orario delle lezioni.

## Edizioni
- Domenico Rea, Ritratto di Maggio, Milano-Verona, Mondadori, 1953.
- Domenico Rea, Ritratto di Maggio, collana Narratori italiani, n. 3, Milano, Mondadori, 1967.
- Domenico Rea, Ritratto di Maggio, collana Narrativa Moderna, con una scelta di racconti, n. 25, Milano, Edizioni scolastiche Mondadori, 1968.
- Domenico Rea, Ritratto di Maggio, Napoli, Marotta & Cafiero, 2020, ISBN 9788831379168.